# François Sevez
François Adolphe Laurent Sevez (* 22. Oktober 1891 in Chambéry; † 29. Februar 1948 in Ichenheim) war ein französischer Offizier.
Sevez war Hauptmann im Ersten Weltkrieg und erhielt 1918 das Kreuz der Ehrenlegion. Im Zweiten Weltkrieg unterzeichnete er am 7. Mai 1945 in Reims als Zeuge die deutsche Kapitulationsurkunde von Generaloberst Alfred Jodl.
Von 1946 bis 1948 war er stellvertretender Kommandeur der Troupes Françaises d’Occupation en Allemagne. In Deutschland verunglückte er bei einem Jagdunfall tödlich.